# Dambach-la-Ville
Dambach-la-Ville é uma comuna francesa na região administrativa de Grande Leste, no departamento Baixo Reno.

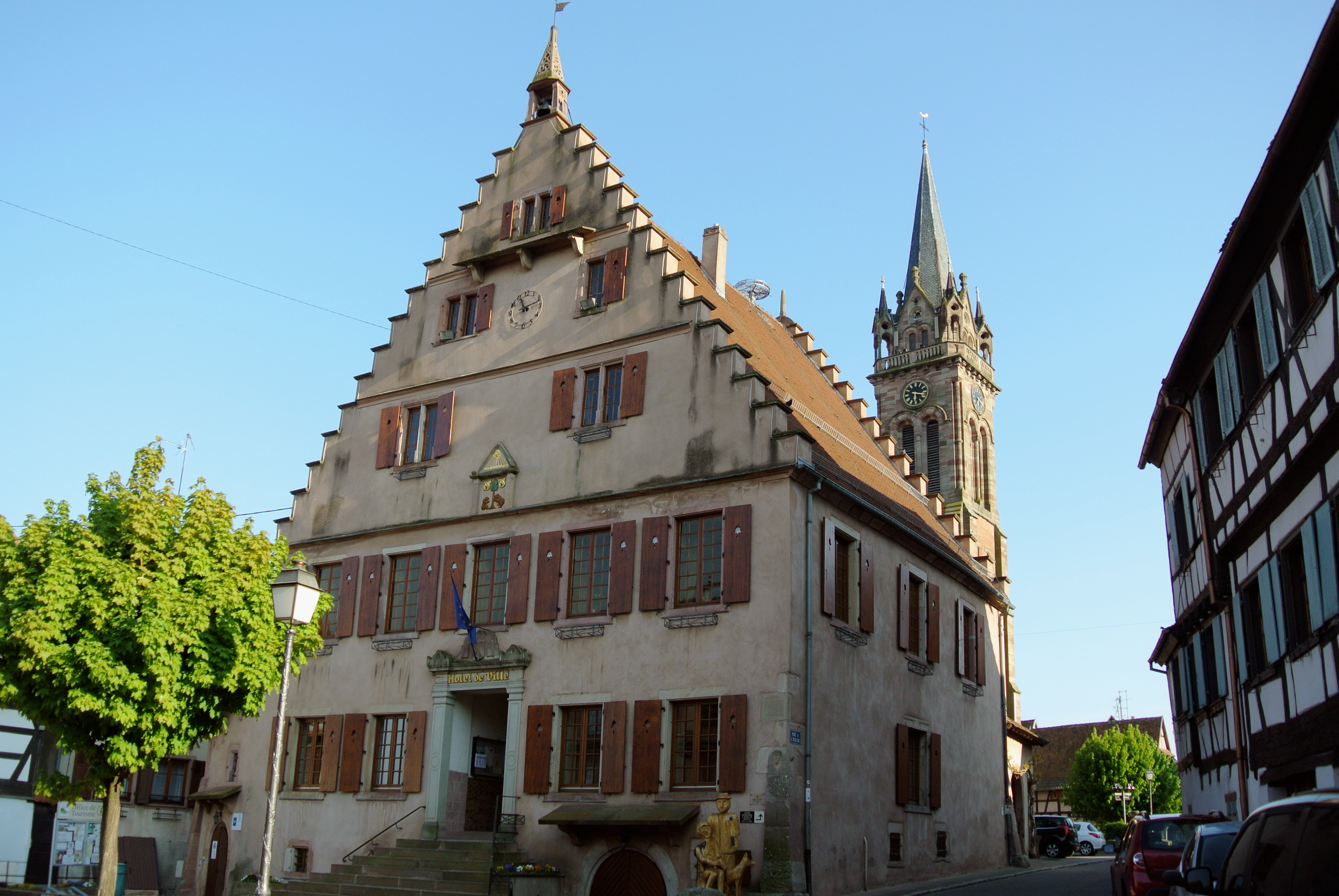
Prefeitura de Dambach-la-Ville